# Six Feet Down Under
A Six Feet Down Under a Metallica együttes 2010-ben megjelent középlemeze. A dalok az ausztrál Metallica-koncertek felvételeiről származnak, év szerint 1989-ből, 1998-ból és 2004-ből. Kizárólag Ausztráliában és Új-Zélandon lehet beszerezni.

## Dalok
1. Eye of the Beholder (6:33)
2. ...And Justice for All (9:53)
3. Through the Never (3:40)
4. The Unforgiven (7:02)
5. Low Man's Lyric (7:00)
6. Devil's Dance (5:49)
7. Frantic (7:46)
8. Fight Fire with Fire (5:09)

## Közreműködők
- James Hetfield - ének, gitár
- Lars Ulrich - dob
- Kirk Hammett - gitár, vokál
- Jason Newsted - basszusgitár, vokál 1-6 szám
- Robert Trujillo - basszusgitár, vokál 7-8 szám